# La herida luminosa (obra de teatro)
La herida luminosa (La ferida lluminosa) es una obra de teatro escrita en catalán por Josep Maria de Sagarra y estrenada en 1954.

## Argumento
Ambientada en la España de la década de 1950, se centra en la difícil relación en el seno de un matrimonio de clase burguesa, el Doctor Enrique Molinos y Doña Isabel. Enrique recupera la ilusión al enamorarse de Julia, una amiga de su juventud. Su esposa se convierte en un obstáculo para sus planes de futuro, por lo que comienza a concebir su asesinato.

## Representaciones destacadas
- Teatro Romea, Barcelona, 18 de noviembre de 1954. Estreno.
  - Dirección: Esteban Polls.
  - Intérpretes: Compañía Titular Catalana.
- Teatro Lara, Madrid, 20 de diciembre de 1955.
  - Traducción y adaptación: José María Pemán.
  - Intérpretes: José María Rodero, Asunción Sancho, Amparo Martí, Rafael Rivelles, Francisco Pierrá.
- Cine (España, 1956).
  - Dirección: Tulio Demicheli
  - Intérpretes: Amparo Rivelles, Arturo de Córdova, Yolanda Varela, José María Rodero, Francisco Pierrá.
- Televisión (Fila Cero, TVE, 16 de febrero de 1958).[2]
  - Intérpretes: Irene López Heredia, Elvira Quintillá y José María Rodero.
- Televisión (Estudio 1, TVE, 9 de abril de 1968).
  - Intérpretes: Ángel Picazo, Luisa Sala, Concha Cuetos, Ana María Ventura, Francisco Pierrá.
- Cine: La herida luminosa (España, 1997).
  - Dirección: José Luis Garci
  - Intérpretes: Fernando Guillén, Mercedes Sampietro, Beatriz Santana, Cayetana Guillén Cuervo, Julia Gutiérrez Caba.

## Premios
- Premio Nacional de Teatro, 1953.[3]